# Damon (geslacht)
Damon is een geslacht van de zweepspinnen (Amblypygi), familie Phrynichidae. Het geslacht bestaat uit 11 nog levende soorten.

## Soorten
- Damon annulatipes - (Wood, 1869)
- Damon brachialis - (Weygoldt, 1999)
- Damon diadema - (Simon, 1876)
- Damon gracilis - (Weygoldt, 1998)
- Damon johnsonii - (Pocock, 1894)
- Damon longispinatus - (Weygoldt, 1998)
- Damon medius - (Herbst, in Lichtenstein & Herbst 1797)
- Damon sylviae - (Prendini, Weygoldt and Wheeler, 2005)
- Damon tibialis - (Simon, 1876)
- Damon uncinatus - (Weygoldt, 1999)
- Damon variegatus - (Perty, 1834)

## Synoniemen
- Nanodamon - (Pocock, 1894)[4]
- Titanodamon - (Pocock, 1894)[4]